# Crime contre l'humanité
Pour le film, voir Crime contre l'humanité (film).

Logo de la Cour pénale internationale : principal tribunal international où les personnes accusées de crime contre l'humanité sont traduites en justice.

Un crime contre l'humanité est une incrimination créée en 1945 dans le statut du tribunal militaire de Nuremberg, établi par la Charte de Londres (art. 6, c).
Il désigne une « violation délibérée et ignominieuse des droits fondamentaux d'un individu ou d'un groupe d'individus inspirée par des motifs politiques, philosophiques, raciaux ou religieux ». La notion de crime contre l'humanité est une catégorie complexe de crimes punis au niveau international et national par un ensemble de textes qui regroupent plusieurs incriminations.
La Cour pénale internationale (CPI) est créée en 2002. Le statut de la Cour est actuellement en vigueur dans 123 États parmi les 193 qui ont ratifié la Charte de l'ONU, tandis que 14 autres ne l'ont pas encore ratifié (notamment les États-Unis). La CPI est le seul tribunal permanent chargé de sanctionner les crimes contre l'humanité, en dehors des juridictions pénales nationales pour les États qui ont placé le crime contre l'humanité dans leur droit pénal.
L'article 7 du Statut de Rome donne la liste des crimes de droit commun qui sont des crimes contre l'humanité dès lors qu'ils sont commis sur ordre « dans le cadre d'une attaque généralisée ou systématique dirigée contre toute population » : meurtre, esclavage, déportation, emprisonnement abusif, torture, abus sexuels, persécution de masse, disparitions, apartheid, etc.,. Cette définition est remise en cause à l'occasion de la Conférence de révision du Statut de Rome à Kampala en Ouganda qui se tient du 31 mai 2010 au 11 juin 2010. L'examen du Tribunal pénal international peut porter aussi, mais pas exclusivement, sur la liste des crimes figurant à l'article 5 à savoir le crime contre l'humanité, le crime de génocide, le crime de guerre et le crime d'agression.
Prévu à l'origine pour s'appliquer sans reconnaître le principe fondamental de non-rétroactivité des lois pénales, l'action contre les crimes contre l'humanité ne reconnaît plus la notion de prescription au-delà de 30 ans. Dans de nombreux pays, l'expression d'opinions tendant à remettre en question la nature ou la réalité des crimes contre l'humanité condamnés par le tribunal de Nuremberg est punie comme un délit passible de plusieurs années de prison.

## Concept

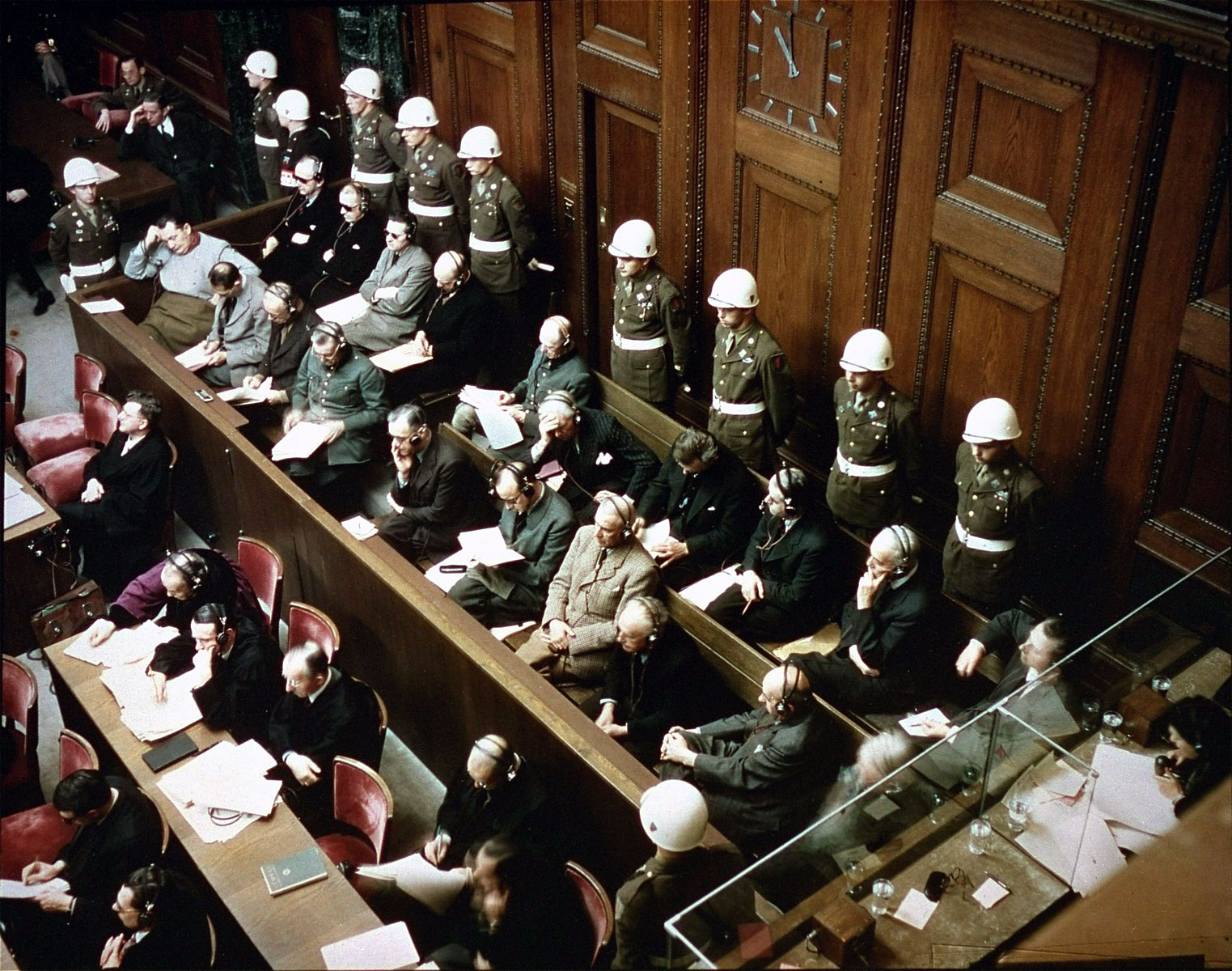
Le banc des accusés lors du procès de Nuremberg en 1945.

La Révolution française et la Déclaration des droits de l'homme et du citoyen de 1789 ont préparé la transition du concept de lèse-majesté dans lequel le corps du roi est le pivot de la souveraineté, à celui de « lèse-nation », puis de « lèse-humanité ». Le crime contre l'humanité déplace Dieu comme fondement du droit. Plusieurs auteurs ont soutenu le caractère religieux de l'idée de crime contre l'humanité, mais il relève essentiellement du droit pénal national et international.
L'expression « criminel envers l'humanité » est utilisée par Robespierre dans son discours sur le jugement de Louis XVI devant la Convention, le 3 décembre 1792 : « Quant à Louis, je demande que la Convention nationale le déclare dès ce moment traître à la nation française, criminel envers l’humanité » Selon l'étude de Mark Antaki précitée, c'est faux : « Louis XVI a été trouvé coupable de trahison - et non de tyrannie ou de crimes contre l'humanité - »,,
Si on peut noter que l'expression « crime de lèse-humanité » a pu être utilisée à propos de l'esclavage des Noirs par un orateur de la Convention en 1794, et que l'expression « crimes contre l'humanité et la civilisation » a été utilisée une fois en 1915 dans une déclaration commune des gouvernements britanniques et français pour condamner le génocide arménien,, le concept de crime contre l'humanité apparaît pour la première fois dans le droit positif en 1945 dans le statut du tribunal militaire de Nuremberg, établi par la charte de Londres (art. 6, c). Il est soutenu par Hersch Lauterpacht, juriste britannique de renom, conseiller au procès de Nuremberg. Si l'inclusion de cette infraction est discutable au regard du principe de non-rétroactivité des lois pénales, celle-ci n'englobe que des comportements habituellement réprimés, tels que l'assassinat ou la déportation et ne saurait donc être considérée comme véritablement surprenante. Cette nouvelle incrimination était destinée à juger les responsables des atrocités exceptionnelles commises pendant la Seconde Guerre mondiale, en particulier les crimes les plus graves qui touchent l'ensemble de la communauté internationale, que l'on retrouve à l'Article 5 du Statut de la CPI.
Cette nouvelle incrimination sera également retenue pour assigner des hauts dirigeants du régime showa devant le tribunal militaire international pour l'Extrême-Orient. Le concept est donc né dans un contexte historique particulier. Le crime contre l’humanité est défini par l’article 6c du statut du Tribunal militaire de Nuremberg : « l'assassinat, l'extermination, la réduction en esclavage, la déportation, et tout autre acte inhumain inspirés par des motifs politiques, philosophiques, raciaux ou religieux et organisés en exécution d'un plan concerté à l'encontre d'un groupe de population civile ».
Dès lors il appartient aux concepts fondamentaux du droit. Cristallisant de nombreuses passions, la définition de cette qualification ne s’est faite que lentement au cours des années postérieures à la Seconde Guerre mondiale. Le crime contre l’humanité est devenu un chef d’inculpation beaucoup plus large et mieux défini grâce à l’article 7 du Statut de Rome de la Cour pénale internationale.
Aujourd'hui pour qu'il y ait crime contre l'humanité il faut une attaque, généralisée ou systématique, dirigée contre la population civile. L'on rajoute à ces trois éléments constitutifs principaux deux éléments; Le premier selon lequel les actes mis en cause doivent s'inscrire dans le cadre de l'attaque généralisée ou systématique. Le second concerne le mens rea. L'auteur doit savoir que les actes mis en cause s'inscrivent dans le cadre de l'attaque.

### Droit international
Le crime contre l’humanité, malgré ses débuts modestes (il prévoyait explicitement de ne s’appliquer qu’aux actes commis par les puissances de l’Axe), a peu à peu été inscrit dans la législation internationale et vu au passage sa définition précisée. Une résolution des Nations unies est ainsi votée en 1948 « confirmant les principes du droit international reconnus par le statut de la cour de Nuremberg et par l’arrêt de cette cour ».
La définition est élargie :
- En 1973, la Convention internationale sur l'élimination et la répression du crime d'apartheid, qui concerne la République d'Afrique du Sud, qualifie l’apartheid de crime contre l’humanité.
- En 1992, l'Assemblée générale de l'ONU adopte la Déclaration pour la protection de toutes les personnes contre les disparitions forcées, suivie de la Convention des Nations unies, entrée en vigueur le 23 décembre 2010, dont l'article 5 dispose à « La pratique généralisée ou systématique de la disparition forcée constitue un crime contre l'humanité, tel qu'il est défini dans le droit international applicable, et entraîne les conséquences prévues par ce droit ».
- L'article 7, 1) i) et 2) i) du Statut de la CPI prévoit également cet élément constitutif.
- L'article 7, 1), d) et 2, d) prévoit « la déportation ou transfert forcé » de population sans motif admis en droit international, que l'on nomme aussi « nettoyage ethnique ».

En plus de la définition, c’est le statut juridique du crime contre l’humanité qui se précise également : en 1968, la Convention sur l'imprescriptibilité des crimes de guerre et des crimes contre l'humanité déclare l'imprescriptibilité de ces derniers.
Tribunaux spéciaux : Une seconde étape est franchie à l’occasion des guerres de Yougoslavie : une résolution de l’ONU crée en 1993 un Tribunal pénal international pour l'ex-Yougoslavie (TPIY - ) à La Haye qui reprend la qualification de crime contre l’humanité définie par le statut du tribunal de Nuremberg.
La même démarche est confirmée le 8 novembre 1994 lors de la création du Tribunal pénal international pour le Rwanda (TPIR - Résolution 955).
Selon le pénaliste Jean-François Roulot, dans chaque cas la définition des crimes contre l'humanité a donné lieu à une formulation différente et chaque définition a été intégrée en droit français par le législateur, venant s'ajouter à celle déjà existantes. Selon l'auteur, ceci a conduit à un fractionnement de la définition du crime contre l'humanité en droit français.
En Droit international des droits de l'homme, en Droit international humanitaire et en Droit international pénal, de nombreuses décisions et résolutions de l'Assemblée générale, du Conseil de Sécurité, du Conseil des droits de l'homme, de la CPI et des Tribunaux spéciaux, mixtes ou hybrides (Sierra Leone, Cambodge, Liban, Timor oriental, Kosovo, Bosnie-Herzégovine, Hissene Habre au Sénégal) de l'ONU appliquent aux situations dans divers États et confortent dans la pratique et sur le terrain les dispositions des Conventions internationales relatives au génocide (dès le 9 décembre 1948), à l'apartheid, aux disparitions forcées et autres crimes, y compris récemment le crime d'agression, relevant de la compétence des Cours et Tribunaux ci-dessus mentionnés.

### France
En France, à la fin de la guerre, la qualification de crime contre l’humanité ne sera pas utilisée pour la répression des crimes commis pendant la guerre tant par les Allemands que par les Français. La répression sera effectuée par des juridictions d’exception, mais pour des crimes de droit commun. Le temps passant et la volonté que les criminels ne puissent bénéficier de la prescription s’affirmant, la Loi du 26 décembre 1964 tendant à constater l'imprescriptibilité des crimes contre l'humanité inscrit le crime contre l’humanité dans l’ordre juridique français, renvoyant à la charte du tribunal international de 1945 ouvrant le procès de Nuremberg et à la résolution des Nations unies du 13 février 1946. C’est un unique article du Nouveau Code pénal, promulgué en 1994 sous le ministère de Pierre Méhaignerie, qui met le crime contre l'humanité au nombre de ceux réprimés par le code pénal. Il déclare ces crimes « imprescriptibles par leur nature », c’est-à-dire qu'ils peuvent être jugés quel que soit le délai écoulé depuis leur réalisation. Il s’agit du seul crime imprescriptible du droit français.
Les procédures ouvertes donnent lieu à une jurisprudence déterminante dans la définition du crime contre l’humanité. Par exemple, le 20 décembre 1985, un arrêt de la Cour de cassation élargit la notion de victime de tels crimes aux victimes de discriminations politiques, en plus des victimes de discriminations raciales ou religieuse, afin que soient jugés ceux qui ont persécuté les Juifs aussi bien que les résistants (notamment Klaus Barbie en 1987 et Paul Touvier en 1992). La même année, la Cour de cassation affine de nouveau la définition en affirmant que ces crimes doivent l’être « au nom d’un État pratiquant une politique d’hégémonie idéologique ». Finalement, les parlementaires votent en 1994 une loi définissant précisément le crime contre l’humanité (articles no 211-1, no 212-1 et s. du Code pénal) — et prenant en compte la jurisprudence. Le 22 janvier 1995 et le 22 mai 1996, des lois françaises étendent la compétence des tribunaux français aux crimes relevant des TPIY et TPIR.
La France a ratifié le Statut de Rome de la Cour pénale internationale le 9 juin 2000 et s'est dotée de la compétence universelle pour légiférer sur des crimes relevant de la compétence de la Cour : le génocide, le crime de guerre et le crime contre l'humanitégrâce aux articles Art. 689-1, Art. 689-2 et Art. 689-11 du code de procédure pénale.
En 2001, une loi reconnaît officiellement que la traite des Noirs et l'esclavage constituaient des crimes contre l'humanité pour la France (loi no 2001-434, appelée « loi Taubira » : Christiane Taubira était rapporteuse pour l'Assemblée nationale).
En 2016, l'Assemblée nationale adopte un amendement pénalisant la négation ou la banalisation des crimes contre l'humanité. La peine encourue est d'un an d'emprisonnement et 40 000 euros d'amende. Avant cela, seule la contestation de la Shoah était pénalisée. Cette mesure devrait notamment permettre de pénaliser la négation de l'esclavage ou du génocide arménien.

## Aboutissement de la définition

### Définition complète et détaillée
L'article 7 du Statut de la CPI définit onze actes constitutifs de crimes contre l'humanité, lorsqu’ils sont commis « dans le cadre d'une attaque généralisée ou systématique dirigée contre toute population et en connaissance de l'attaque » :
- le meurtre ;
- l'extermination ;
- la réduction en esclavage ;
- la déportation ou le transfert forcé de population ;
- l'emprisonnement ou autre forme de privation grave de liberté physique en violation des dispositions fondamentales du droit international ;
- la torture ;
- le viol, l'esclavage sexuel, la prostitution forcée, la grossesse forcée, la stérilisation forcée ou toute autre forme de violence sexuelle de gravité comparable ;
- la persécution de tout groupe ou de toute collectivité identifiable pour des motifs d’ordre politique, racial, national, ethnique, culturel, religieux ou sexiste, ou en fonction d’autres critères universellement reconnus comme inadmissibles en droit international, en corrélation avec tout acte visé dans le présent paragraphe ou tout crime relevant de la compétence de la Cour ;
- la disparition forcée de personnes ;
- le crime d'apartheid ;
- d'autres actes inhumains de caractère analogue causant intentionnellement de grandes souffrances ou des atteintes graves à l’intégrité physique ou à la santé physique ou mentale.

À la lumière de l’article 7 et des textes qui le précèdent, trois grands principes de droit international peuvent être dégagés qui régissent le crime contre l’humanité : il peut être commis en tout temps (en temps de guerre extérieure ou intérieure comme en temps de paix) ; il est imprescriptible ; personne ne peut échapper à la répression, des chefs de l’État aux exécutants (article 27 du Statut). Le crime contre l'humanité consacre donc la primauté du droit, en général, notamment contre l'impunité de ceux qui le commettent, et en particulier du droit international sur le droit national par sa nature même, puisqu'il peut s’agir aussi bien d’agissements légaux qu'illégaux dans le pays concerné. Ce qui peut être déclaré légal par un certain régime peut devenir illégal compte tenu de la justice pénale internationale. Il faut aussi rappeler que ce sont les États qui créent le droit international et qui s'y soumettent par leur libre consentement, au bénéfice de toutes les personnes relevant de leur juridiction.
La France avait introduit sa propre définition des crimes contre l'humanité dans le Code pénal à l'occasion de la réforme entrée en vigueur en 1994. Afin de s'adapter au Statut de la CPI, elle la modifia par la loi du 9 août 2010 portant adaptation du droit pénal à l'institution de la Cour pénale internationale (loi no 2013-711), l'article no 212-1 du Code pénal est aujourd'hui très proche de l'article 7 du Statut de la CPI.

### Conclusions provisoires
L'article 7 du statut de la CPI se termine par une définition ouverte, qui qualifie de crime contre l'humanité « tout acte inhumain de caractère analogue [à ceux énoncés précédemment] causant intentionnellement de grandes souffrances ou des atteintes graves à l'intégrité physique ou à la santé physique ou mentale ».
Alors que les définitions précédentes sont très précises, cette dernière invite à l'élargissement d'une notion qui a déjà été définie difficilement en termes juridiques. Plusieurs juristes (à préciser, ainsi que les sources) considèrent que la définition du crime contre l'humanité ferait une entorse au principe de spécificité de la loi. Ce serait ainsi dénaturer la spécificité de l’infraction que de vouloir l’étendre à un trop grand nombre de conduites criminelles. Le crime contre l'humanité s’appliquerait à des faits réprimés sous d’autres qualifications de droit interne : meurtre, torture, viol, déportation. La dilution du concept constituerait un risque évident. La spécificité des crimes contre l’humanité ne pourrait être protégée, par exemple, qu’en exigeant une intention discriminatoire pour tous ces crimes, alors que seules les persécutions sont soumises à une telle exigence en droit international positif. Cette conception conduirait à remettre en question la qualification comme « crime contre l'humanité » de certains actes, tels que les attaques « aveugles », etc.
Il faut prouver qu’il s’agit de crimes commis en exécution d’une politique étatique criminelle. La Cour de cassation avait exigé que les crimes contre l’humanité le soient « au nom d’un État pratiquant une politique d’hégémonie idéologique ».
Ces choix relèveront de la jurisprudence de la Cour pénale internationale et de celles des autres tribunaux pénaux internationaux et nationaux.
Il faudrait peut-être suivre les procédures engagées par des juges nationaux comme celles du juge (à l'époque) Baltasar Garzón qui engagea des poursuites pour génocide contre des fonctionnaires argentins pour la disparition de citoyens espagnols durant la dictature militaire argentine de 1976 à 1983, et d'autres en Espagne sur des exécutions et disparitions forcées de masse pendant la guerre d'Espagne à la demande de familles de disparus.
L'évolution pourra également venir de tout amendement que les 123 États Parties pourront souhaiter adopter en Conférence des États Parties au Statut de la CPI.

## AuXXIesiècle
En 2004, le législateur français définit un nouveau type de crime, en réaction aux nouvelles atteintes à la dimension humaine permises par le progrès de la science génétique : les crimes contre l'espèce humaine. Le clonage et l'eugénisme sont ainsi réprimés.
Le 31 janvier 2005, la commission d'enquête internationale sur le Soudan de l'ONU publie un rapport qui conclut que les exactions perpétrées au Darfour constituent bien un crime contre l'humanité.
Le 14 février 2017 en voyage en Algérie, le candidat à l’élection présidentielle Emmanuel Macron a qualifié la colonisation de crime contre l’humanité.
En France, dans le débat autour du renforcement de la législation antiterroriste, à la suite des attentats de janvier 2015 en France, est posée la question d'inclure le terrorisme dans la catégorie des crimes contre l'humanité. Cette proposition est tantôt perçue comme une clarification juridique qui éviterait les dérives antidémocratiques ; tantôt comme une mesure symbolique mais juridiquement inutile.
Dans la deuxième moitié des années 2010, les exactions de l'État islamique et de ses affidés dans le monde, tel Boko Haram, sont généralement considérées comme des crimes contre l'humanité.
En décembre 2024, la justice belge condamne l'État belge pour avoir commis un crime contre l'humanité dans l'affaire des métis belgo-congolais placés autoritairement.
Le 21 février 2025, la Suisse reconnaît que les mesures d'enlèvement et de placement autoritaire prises à l'encontre des enfants yéniches et manouches et de leurs familles de 1926 à 1973 constituent un crime contre l'humanité mais rejette l'idée qu'il puisse s'agir d'un génocide. La conseillère fédérale à la tête du Département fédéral de l'intérieur, Élisabeth Baume-Schneider, déclare que ces faits sont « une page très sombre » de l'histoire de la Suisse et qu'il faut entendre « par crimes contre l'humanité une attaque généralisée ou systématique lancée contre toute population civile ».